# 近藤忠義
近藤 忠義（こんどう ただよし、1901年11月10日 - 1976年4月30日）は、日本の日本文学者、法政大学名誉教授。専門は日本近世文学、特に近松門左衛門などの歌舞伎研究。樋口一葉などの近代文学も論じた。

## 経歴
兵庫県神戸市生まれ。県立神戸第一中学校（現・兵庫県立神戸高等学校）、第六高等学校を経て、1927年に東京帝国大学文学部国文科卒業。同年、府立第六中学校（現・都立新宿高校）の講師となる。1929年、智山専門学校教授。1930年、東京音楽学校・東京女子大学兼任講師。1931年、師である藤村作の娘美耶子（近藤宮子）と結婚。1932年、思想問題により東京音楽学校講師を解任される。1933年、法政大学および日本体育専門学校（現・日本体育大学）講師。1934年、法政大学教授に就任。法政大学国文学会機関誌『国文学誌要』を創刊。
歴史社会学派として左翼的論陣を張るが、1944年に治安維持法違反で検挙される。翌年の終戦直後に釈放され、法大教授に復帰する。1946年日本文学協会を組織し、1950年に同会中央委員長となる。1949年、日本学術会議第一期会員となる。1960年、「日本文学原論」により法政大学から文学博士の学位を授与される。1966年、法政大在任のまま、新設の和光大学教授・人文学部文学科長を兼ねる。1967年に法大を辞職、名誉教授。1976年に和光大を退職、同年4月30日死去。墓所は多磨霊園(21-2-8)
小田切秀雄は弟子に当たる。

## 著書
単著
- 『日本文学原論』（藤村作名義）同文書院、1937
- 『日本文学大系　第10巻 近世小説』河出書房 1938
- 『西鶴』日本評論社 (日本古典読本) 1939
- 『近世文学論』日本評論社 1948
- 『日本文学の進路』伊藤書店 1948
- 『日本文学原論』法政大学出版局 1967
- 『日本の近代と文学』和光大学広報委員会出版部 1976.10 (和光選書)
- 『日本古典の内と外』笠間書院 1977.1 (笠間叢書)
- 『近藤忠義日本文学論』全3巻 新日本出版社 1977

共編著
- 藤村作共著『日本文学原論』河出書房 1937
- 『日本の女性文化』堀書店 1943
- 『日本文学入門』日本評論社 1946
- 西尾実共編『現代文学総説』第1-3 学灯社 1952

校註
- 近松門左衛門『曽根崎心中・用明天皇職人鑑』岩波文庫、1935

記念論集
- 西尾実、小田切秀雄編『日本文学古典新論 近藤忠義教授還暦記念論文集』河出書房新社、1962

作詞
- 日本体育大学校歌
- 秋田県立金足農業高等学校校歌